# Церква Святого Апостола і Євангеліста Луки (Івачів Долішній)
Церква Святого Апостола і Євангеліста Луки в Івачеві Долішньому — парафія і храм греко-католицької громади Великоглибочанського деканату Тернопільсько-Зборівської архієпархії Української греко-католицької церкви в селі Івачів Долішній Тернопільського району Тернопільської области.

## Історія церкви
Будівництво храму завершено влітку 1867 року, тоді ж відбулося його освячення. Парафія і церква належали до УГКЦ до 1946 року. У проміжку з 1946 до 1990 року вони були у складі РПЦ, а у 1990 році повернулися в лоно УГКЦ.
Новий іконостас, створений художником Михайлом Піпаном, встановили у 1996 році. У 2004 році храм був розписаний, а іконостас оновлений художником Володимиром Косовським.
При парафії діють такі спільноти: братство Матері Божої Неустанної Помочі, «Матері в молитві», Марійська і Вівтарна дружини.

## Парохи
- о. Долинський (напр. 1920-х — напоч. 1930-х рр.),
- о. Микола Салій (поч. 1930-х — поч. 1950-хрр.),
- о. Слободян (поч. 1950-х),
- о. Роман Дурбак (1956—1985),
- о. Микола Зоряний (1985),
- о. Микола Тивоняк (1986—1990),
- о. Василь Козій (1990—1993),
- о. Степан Дідур (1993—1995),
- о. Корнелій Івашків (поч. 1995),
- о. Орест Глубіш (з 21 квітня 1995).